# Holka jako já – příběh Gwen Araujo
Holka jako já – příběh Gwen Araujo (v originále A Girl Like Me: The Gwen Araujo Story) je životopisný televizní film z roku 2006, který režírovala Agnieszka Holland podle skutečných událostí. Snímek měl světovou premiéru dne 19. června 2006.

## Děj
Od dětství se Eddie Araujo cítí velmi odlišně. Začne používat líčidla své matky a nosit její oblečení. Jako teenager už Eddie nemůže skrývat, že se cítí jako žena a ne jako muž. Když ho konečně přijme a s podporou své matky, Eddie se stane Gwen a začne žít jako žena až do jedné tragické noci, kdy se vše změní.

## Obsazení
| J. D. Pardo        | Eddie / Gwen Araujo |
| Mercedes Ruehl     | Sylvia Guerrero     |
| Leela Savasta      | Chita Araujo        |
| Avan Jogia         | Danny Araujo        |
| Greyston Holt      | Jaron Nabors        |
| Nolan Gerard Funk  | Michael Magidson    |
| Neil Denis         | Jose Merel          |
| Jorgito Vargas Jr. | Jason Cazares       |
| Henry Darrow       | dědeček             |
| Lupe Ontiveros     | babička             |
| Ivan De Leon       | Berto               |
| Corey Stoll        | Joey Marino         |
| Marilyn Norry      | doktorka Martinová  |
| Zak Santiago       | Carlos Guerrero     |
| Tegan Moss         | Lisa                |
| Jacqueline Samuda  | Angie               |
| Michael Dillman    | Eddie ve věku 7 let |
| Vanesa Tomasino    | Tamara Jones        |

## Ocenění
- GLAAD Media Award